# Hanno Möttölä
Hanno Aleksanteri Möttölä (Helsinki, 9 settembre 1976) è un ex cestista e allenatore di pallacanestro finlandese.
Giocava come ala grande. È il cestista finlandese più famoso assieme a Teemu Rannikko, inoltre stato il primo finlandese a giocare nella National Basketball Association, con gli Atlanta Hawks.

## Carriera
Cresciuto in una squadra giovanile della sua città natale, il Makelanrinne, nel 1994 passò al Helsingin NMKY. Dopo aver giocato gli europei del 1995, Möttölä si trasferì negli Stati Uniti d'America nel 1996 per studiare presso l'Università dello Utah. Con la squadra di pallacanestro disputò per quattro anni i campionati NCAA e fu scelto al secondo giro nel draft NBA 2000 dagli Atlanta Hawks. Fu scelto anche dai San Diego Stingrays nell'International Basketball League, ma fu messo sotto contratto dalla squadra georgiana, nella quale militò per due stagioni.
In seguito gioca con squadre europee, in Spagna con il Tau Vitoria, dove fu tagliato già a dicembre. Nel 2003-04 passò in Italia con la Fortitudo Bologna e la stagione successiva fu acquistato dalla Scavolini Pesaro. Nel 2005 si è trasferito in Russia, con la MBK Dinamo Mosca, nella stagione 2006-07 giocò nello Zalgiris Kaunas mentre l'anno dopo passò all'Aris Salonicco.
Il 5 giugno 2009 l'allenatore della nazionale finlandese Henrik Dettmann annuncia il ritorno in nazionale di Mottola.

## Palmarès
- Campionato lituano: 1

Žalgiris Kaunas: 2006-07
- Eurocup: 1

Dinamo Mosca: 2005-06